# 蓋爾默湖
蓋爾默湖（Gelmersee），是瑞士的水庫，位於該國中部，處於伯爾尼高地，長1.3公里、寬1.1公里，面積0.6平方公里，海拔高度1,850米，最大水深48米，水體容量1,300萬立方米。

## 地理
蓋爾默湖位於伯恩州古坦嫩的烏里山上，自湖泊上方的哈斯利河谷（Hasli valley）可乘坐蓋爾默纜車至該湖。

### 來源
- Lake Gelmer